# Luděk Jeništa
Luděk Jeništa (* 8. srpna 1961 Vlašim) je český politik, od roku 2002 starosta města Vlašim a v letech 2012 až 2018 senátor za obvod č. 41 – Benešov. V letech 2010 až 2012 poslanec Poslanecké sněmovny PČR zvolený ve Středočeském kraji jako bezpartijní na kandidátce TOP 09. V letech 2008 až 2012 a opět od roku 2020 zastupitel Středočeského kraje.

## Život
V letech 1976–1980 studoval na gymnáziu ve Vlašimi. Po maturitě nastoupil na Pedagogickou fakultu Univerzity Jana Evangelisty Purkyně v Ústí nad Labem, kde studoval obor školství I. stupně se specializací na tělesnou výchovu. Studia zakončil v roce 1985. Po ukončení studií absolvoval základní vojenskou službu.
Od roku 1986 působil na základní škole ve Vlašimi jako učitel, roku 1994 se stal jejím ředitelem. Této funkce zanechal v roce 2002 v souvislosti se zvolením do funkce starosty města Vlašim.
Luděk Jeništa je ženatý, má čtyři děti. Mluví německy a rusky. V současné době se věnuje rekreačně kopané, stolnímu tenisu, tenisu, lyžování a plavání. Je členem Výkonného výboru SKST Vlašim.

## Stolní tenis
V letech 1975–1979 reprezentoval Československo na mistrovství Evropy juniorů ve stolním tenise. Obdržel 7 medailí ze čtyř mistrovství. Roku 1980 se stal mistrem ČSR ve stolním tenisu ve čtyřhře mužů (s Jindrou Panským).
Stolní tenis hrál nadále v letech 1991–2008. Zúčastnil se 17 sezon Oberligy a Regionalligy stolního tenisu v Německu.

## Veřejné funkce
V roce 2002 byl v komunálních volbách za stranu Volba pro město (VPN) zvolen do zastupitelstva města Vlašim. Následně byl zvolen starostou města. Do této funkce byl opětovně zvolen v letech 2006 a 2010.
V krajských volbách v roce 2008 se stal zastupitelem Středočeského kraje, byl zvolen za platformu Nezávislí starostové pro kraj (NSK). Ve volbách v roce 2016 kandidoval jako nestraník za STAN, ale neuspěl.
V letech 2010–2012 vykonával funkci poslance Poslanecké sněmovny Parlamentu České republiky. V parlamentních volbách byl zvolen na kandidátce strany TOP 09. Zasedal ve Výboru pro veřejnou správu a regionální rozvoj, Výboru pro životní prostředí, Podvýboru pro cestovní ruch a Podvýboru pro ochranu přírody a krajiny.
Zároveň je členem představenstva Sdružení obcí EKOSO, sdružení obcí v rámci skládkování komunálního a jiného odpadu, členem správní rady společnosti Posázaví o.p.s. (od 2008) a členem představenstva Úpravny vody Želivka, a.s. (od 2010). Je předsedou Mikroregionu Podblanicko, sdružení obcí okolo Vlašimi za účelem spolupráce a společného čerpání financí ze SR a EU.
V komunálních volbách v roce 2014 obhájil post zastupitele Vlašimi, když jako nestraník za STAN vedl kandidátku subjektu "Volba pro město Vlašim" (tj. STAN a VPM). Uskupení volby ve městě jednoznačně vyhrálo (43,19 % hlasů, 10 mandátů) a Luděk Jeništa se v listopadu 2014 stal již po čtvrté za sebou starostou Vlašimi.
Město Vlašim bylo v roce 2006–2007 vyhodnoceno jako město nejlépe čerpající evropské dotace (SROP) v ČR (co do počtu obyvatel). Také získalo za posledních 5 let více než 320 milionů Kč zejména z evropských dotací – spolkový dům, nádraží, rekonstrukce historického centra, nový MěDDM, 3 etapy obnovy zámeckého parku, rekonstrukce ZŠ, 9 hřišť u MŠ a ZŠ (Norské fondy), koupaliště, most, rybníky atd.
Ve volbách do Senátu PČR v roce 2018 již svůj mandát senátora neobhajoval. V krajských volbách v roce 2020 byl zvolen jako nestraník za hnutí STAN zastupitelem Středočeského kraje. V krajských volbách v roce 2024 mandát krajského zastupitele obhájil.
Ve volbách do Senátu PČR v roce 2022 kandidoval jako nestraník za hnutí STAN v obvodu č. 40 – Kutná Hora. Se ziskem 14,58 % hlasů se umístil na 4. místě a do druhého kola voleb nepostoupil.